# Circuito de LED

Diagrama simple de un circuito de led.

En electrónica, un circuito de led es un circuito eléctrico utilizado para alimentar un diodo emisor de luz, o led por sus siglas en inglés. El led usualmente tiene un voltaje de alimentación específico y para determinar el valor de la resistencia que se debe utilizar para establecer la corriente del circuito se utiliza la ley de Ohm.
Un diodo del tipo led tiene una vida útil de 80 000 a 100 000 horas antes de que su brillo se empiece a atenuar, para que esto sea posible se requiere que el voltaje aplicado sea el apropiado. Un voltaje muy alto puede provocar que el led se queme, así como la falta de una resistencia adecuada en el circuito.

## Circuito de led
Este circuito está compuesto en su forma más simple por una fuente de alimentación (de corriente continua), un led (el ánodo es generalmente la pata más larga) y una resistencia. Estos tres componentes son conectados en serie, la terminal positiva de la fuente de energía se conecta al ánodo del diodo, el cátodo del diodo se conecta a una de las patas de la resistencia y la otra se conecta al terminal negativo de la fuente de alimentación.

## Fórmula para calcular la resistencia
La fórmula a usar para calcular el valor correcto de la resistencia del circuito es:
{\displaystyle Resistencia(Ohms,\Omega )={\frac {Tension\,de\,alimentacion-Caida\,de\,tension\,en\,el\,LED}{Corriente\,dentro\,de\,lo\,admisible\,del\,LED}}}
Donde:
- Tensión de alimentación es el voltaje aplicado al circuito (como una batería de 9 voltios)
- Caída de tensión del led es el voltaje necesario para el funcionamiento del led, generalmente está entre 1.7 y 3.3 voltios, depende del color del diodo y de la composición de metales.
- Rango de corriente admisible del led es determinado por el fabricante, usualmente está en el rango de unos pocos miliamperios.

## Diferencias de potencial típicas
Siempre hay variaciones entre las composiciones de los diodos, e incluso pequeñas entre diodos de la misma clase, pero en general, la caída de voltaje depende del color y del brillo del led. La siguiente tabla muestra las caídas de voltaje de varias clases de led.
| Tipo de diodo                                         | Diferencia de potencial típica (voltios) |
| ----------------------------------------------------- | ---------------------------------------- |
| Rojo                                                  | 1.7 voltios                              |
| Rojo de alto brillo, alta eficiencia y baja corriente | 1.9 voltios                              |
| Anaranjado y amarillo                                 | 2 voltios                                |
| Verde                                                 | 2.1 voltios                              |
| Blanco brillante, verde brillante y azul              | 3.4 voltios                              |
| Azul brillante y led especializados                   | 4.6 voltios                              |

La mayoría de los fabricantes recomiendan 10 mA para los diodos azules de 430 nm, 12 mA para los tipos que funcionan con 3.4 voltios y 20 mA para los diodos de voltajes menores.